# Sebastià Pujol i Ribes
Sebastià Pujol Ribes (Palamós, segle xviii - Lloret de Mar?, segle XIX) fou un mestre d'aixa català, conegut com Es Ferreret. Procedent de Palamós, va instal·lar-se a Lloret de Mar, on fou un dels principals mestres d'aixa del municipi entre 1815 i 1856, juntament amb Bonaventura Ribas i Agustí Macià. La seva drassana va especialitzar-se en la construcció de vaixells de gran capacitat com bergantins i pollancres rodones de 150 a 250 tones. Entre d'altres, destaquen els bergantins Santa Eulàlia (1821), conegut com El Primero de Catalunya, Romano (1824), Cristina (1830) o també la bricbarca Nueva Casimira (1851).